# Lebbeke
Lebbeke (Pronunciación neerlandesa: [ˈlɛbeːkə]) es un municipio localizado en la provincia de Flandes Oriental, en Bélgica. El municipio comprende las localidades de Lebbeke, Denderbelle y Wieze. Allí tiene su sede la fábrica de chocolate Callebaut.

## Demografía

### Evolución
Todos los datos históricos relativos al actual municipio, el siguiente gráfico refleja su evolución demográfica, incluyendo municipios después de efectuada la fusión el 1 de enero de 1977.
| Gráfica de evolución demográfica de Lebbeke entre 1846 y 2019 |
|                                                               |

## Eventos
- Metal Female Voices Fest es un festival de música heavy metal que se realiza anualmente en Bélgica desde 2003.
- El Clay Cross in Lebbeke es una carrera de ciclocrós llevada a cabo en la provincia de Flandes Oriental.

## Personalidades
- Jean-Marie Pfaff, futbolista internacional belga nacido en Lebbeke, jugó 64 veces para la Selección de fútbol de Bélgica. Actualmente reside en Brasschaat.
- Frank Vandenbroucke, ciclista. Pasó parte de su infancia en la localidad.